# Lower Bullingham
Lower Bullingham – wieś w Anglii, w hrabstwie Herefordshire. Leży 4 km na południe od miasta Hereford i 187 km na zachód od Londynu. W 2001 miejscowość liczyła 1565 mieszkańców.